# Animal Ambition
| Críticas profissionais | Críticas profissionais |
| Pontuações agregadas   | Pontuações agregadas   |
| Fonte                  | Avaliação              |
| ---------------------- | ---------------------- |
| Metacritic             | 53/100                 |
| Avaliações da crítica  |                        |
| Fonte                  | Avaliação              |
| AllMusic               | [ 2 ]                  |
| Exclaim!               | 6/10                   |
| HipHopDX               | [ 4 ]                  |
| Los Angeles Times      | [ 5 ]                  |
| The Observer           | [ 6 ]                  |
| New York Daily News    | [ 7 ]                  |
| Pitchfork Media        | 4.9/10                 |
| Rolling Stone          | [ 9 ]                  |
| USA Today              | [ 10 ]                 |
| XXL                    | (XL)                   |

"Animal Ambition" (estilizado como "Animal Ambition: An Untamed Desire to Win") é o quinto álbum de estúdio do cantor de Hip hop estadunidense 50 Cent, lançado em 3 de junho de 2014, pelas editoras discográficas; G-Unit Records e Caroline Records. Todas as onze faixas do álbum foram lançada como single, sendo elas "Don't Worry 'Bout It" com Yo Gotti, "Hold On", "Pilot", "Smoke", "Hustler", "Chase the Paper", "Everytime I Come Around", "Irregular Heartbeat", "Winners Circle", "Twisted", e "Animal Ambition", e todas tiveram videoclipes lançados. O álbum conta com participações especiais de Yo Gotti, Trey Songz, Kidd Kidd, Jadakiss, Mr. Probz, Guordan Banks, Prodigy, Schoolboy Q e Styles P.

## Faixas
| N.º | Título                                            | Duração |  |
| 1.  | "Hold On"                                         | 3:46    |  |
| 2.  | "Don't Worry 'Bout It" (com Yo Gotti)             | 4:01    |  |
| 3.  | "Animal Ambition"                                 | 3:08    |  |
| 4.  | "Pilot"                                           | 3:20    |  |
| 5.  | "Smoke" (com Trey Songz)                          | 3:50    |  |
| 6.  | "Everytime I Come Around" (com Kidd Kidd)         | 3:10    |  |
| 7.  | "Irregular Heartbeat" (com Jadakiss & Kidd Kidd)  | 3:39    |  |
| 8.  | "Hustler"                                         | 3:05    |  |
| 9.  | "Twisted" (com Mr. Probz)                         | 3:14    |  |
| 10. | "Winners Circle"                                  | 3:23    |  |
| 11. | "Chase the Paper" (Prodigy, Kidd Kidd & Styles P) | 4:17    |  |

| Edição deluxe |                                 |         |  |
| N.º           | Título                          | Duração |  |
| 12.           | "The Funeral"                   | 2:52    |  |
| 13.           | "You Know"                      | 3:01    |  |
| 14.           | "Flip On You" (com Schoolboy Q) | 3:19    |  |

| Edição deluxe (Bônus DVD) |                            |         |  |
| N.º                       | Título                     | Duração |  |
| 1.                        | "Hold On"                  |         |  |
| 2.                        | "Don't Worry About It"     |         |  |
| 3.                        | "Pilot"                    |         |  |
| 4.                        | "Smoke"                    |         |  |
| 5.                        | "I'm a Hustler"            |         |  |
| 6.                        | "Chase the Paper"          |         |  |
| 7.                        | "Every Time I Come Around" |         |  |
| 8.                        | "Irregular Heartbeat"      |         |  |
| 9.                        | "Twisted"                  |         |  |
| 10.                       | "Winner Circle"            |         |  |
| 11.                       | "Animal Ambition"          |         |  |
| 12.                       | "U Know"                   |         |  |
| 13.                       | "The Funeral"              |         |  |

## Paradas
| Paradas (2014)                                | Melhor posição |
| --------------------------------------------- | -------------- |
| Austrália (ARIA)                              | 16             |
| Canadá (Billboard)                            | 4              |
| Escócia (Official Scottish Albums)            | 25             |
| Estados Unidos (Billboard 200)                | 4              |
| Estados Unidos (Billboard Top Digital Albums) | 4              |
| Estados Unidos (Billboard Independent Albums) | 1              |
| Estados Unidos (Top R&B/Hip Hop Albums)       | 1              |
| Estados Unidos (Top Rap Albums)               | 1              |
| Itália (FIMI)                                 | 85             |
| Países Baixos (Dutch Charts)                  | 57             |
| Reino Unido (UK Albums Chart)                 | 21             |
| Reino Unido (UK R&B Albums Chart)             | 1              |